# João Batista Lima Gomes
João Batista Lima Gomes, genannt Mossoró, (* 24. Juni 1985 in Mossoró) ist ein ehemaliger brasilianischer Fußballspieler.

## Karriere
João Batista Lima Gomes wurde am 24. Juni 1985 in der Stadt Mossoró im brasilianischen Bundesstaat Rio Grande do Norte, geboren, deren Namen er als seinen Künstlernamen wählte. Die bisherige Karriere des Stürmers ist geprägt von einer Reihe von mehr oder weniger kurzen Engagements:
2005 wechselte er als 20-Jähriger von ACEC Baraúnas aus seiner Heimatstadt Mossoró zum saudi-arabischen Meister und Pokalsieger Al Hilal Riad. Nach einem Jahr ging er wieder zurück nach Brasilien zu AA Ponte Preta, für das er 6 Série-A-Matches bestritt, und spielte anschließend ein halbes Jahr in der Série C bei Friburguense AC. Ein Gastspiel beim portugiesischen Superligisten CF Estrela Amadora im Herbst 2007 endete nach nur drei Spielen (und 138 Pflichtspielminuten) aufgrund von Problemen mit der Zahlung des Gehalts. Mossoró kehrte daraufhin zu seinen fußballerischen Wurzeln, zu Baraunas Esporte Clube, zurück, versuchte allerdings bereits einige Monate später erneut den Sprung nach Europa.
Nachdem der österreichische Bundesligist SCR Altach an einer Verpflichtung nicht interessiert war, wurde der Stürmer vom Erstligisten FC Wacker Innsbruck getestet, bei dem auch Fabiano – ein früherer Mannschaftskollege Mossorós bei Ponte Preta – spielte. Mossoró erzielte in 5 Freundschaftsspielen 7 Tore und überzeugte in technischer Hinsicht, aufgrund von mangelnder Fitness erhielt er zunächst jedoch lediglich einen Probevertrag bis Ende März 2009. Dieser mündete in einen Vertrag bis Saisonende mit Option auf Verlängerung, welche der Verein drei Spiele vor Meisterschaftsschluss auch zog.
Sein Erste-Liga-Debüt feierte Mossoró am 14. März 2009 gegen den FC Lustenau, als er in der 56. Minute eingewechselt wurde. Erstmals in die Torschützenliste eintragen durfte er sich am 20. März 2009 mit einem Doppelpack gegen den SKN St. Pölten. Auf dem besten Weg, einer der Publikumslieblinge zu werden, musste Mossoró einen plötzlichen Rückschlag hinnehmen: In einem Freundschaftsspiel gegen die SpVgg Unterhaching zog er sich am 1. Juli 2009 einen Kreuzbandriss zu und fiel in der Folge für die gesamte Herbstsaison aus. Sein Comeback im März 2010 war, abgesehen von einem Doppelpack gegen die Vienna, nur mehr von einigen Kurzeinsätzen geprägt. Ein Wechsel zeichnete sich bereits im April ab; am 4. Juni 2010, genau eine Woche, nachdem der FC Wacker Innsbruck den Meistertitel in der zweitklassigen Ersten Liga und den Aufstieg in die Bundesliga fixieren konnte, wurde dann Mossorós Abschied offiziell bekanntgegeben.
Mossoró war ein Jahr ohne Verein, ehe er sich Mitte 2011 dem Tai Po FC aus Hongkong anschloss. Dort spielte er jedoch nur wenige Monate. Von 2012 bis 2014 spielte er für al-Jazeera in Jordanien. Im Jahr 2016 stand er für einige Monate bei ABC Natal in Brasilien unter Vertrag.

## Erfolge
- 1× Meister der zweitklassigen Ersten Liga: 2009/10